# Васильків (Чортківський район)

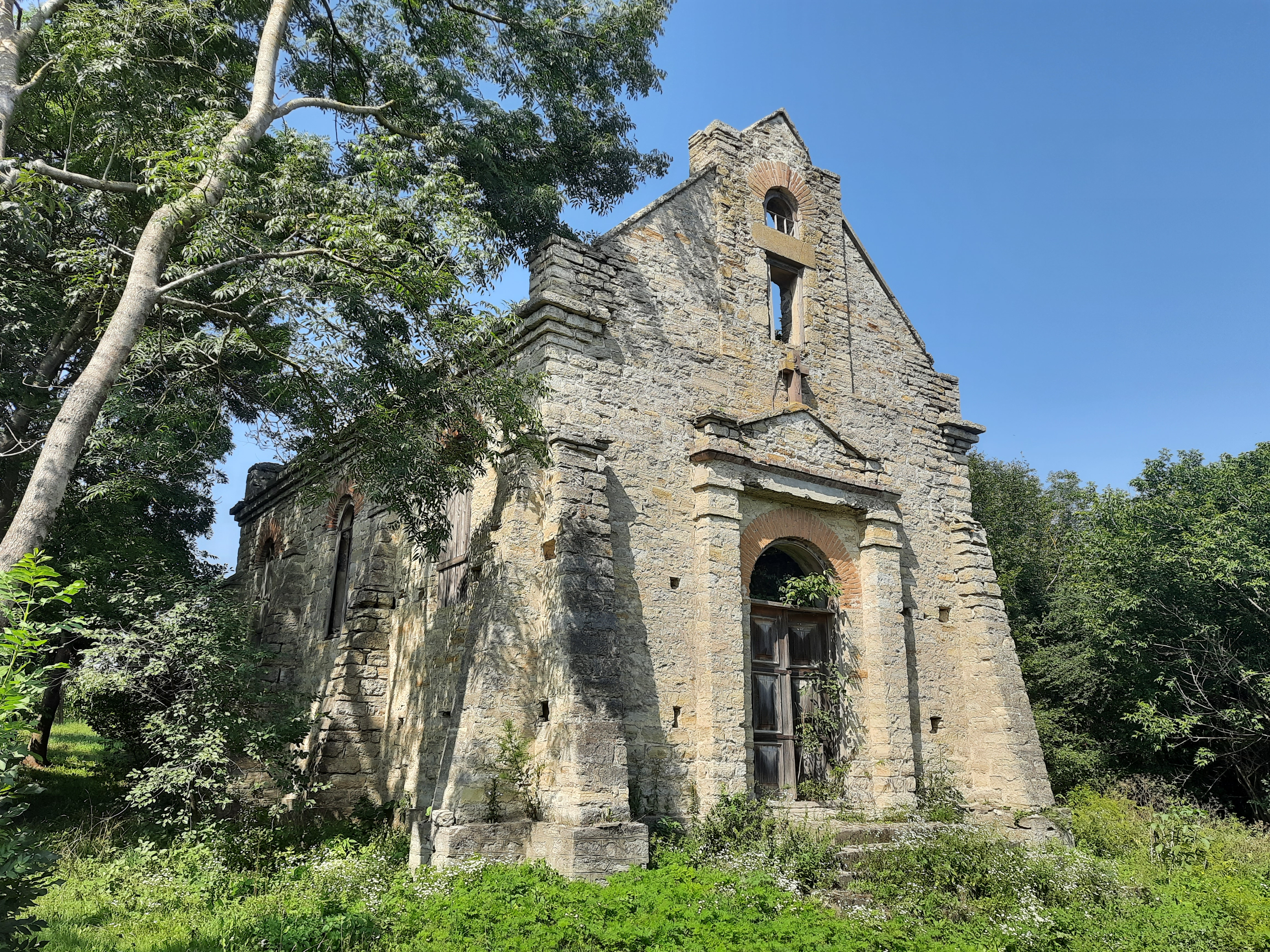
Старий костел

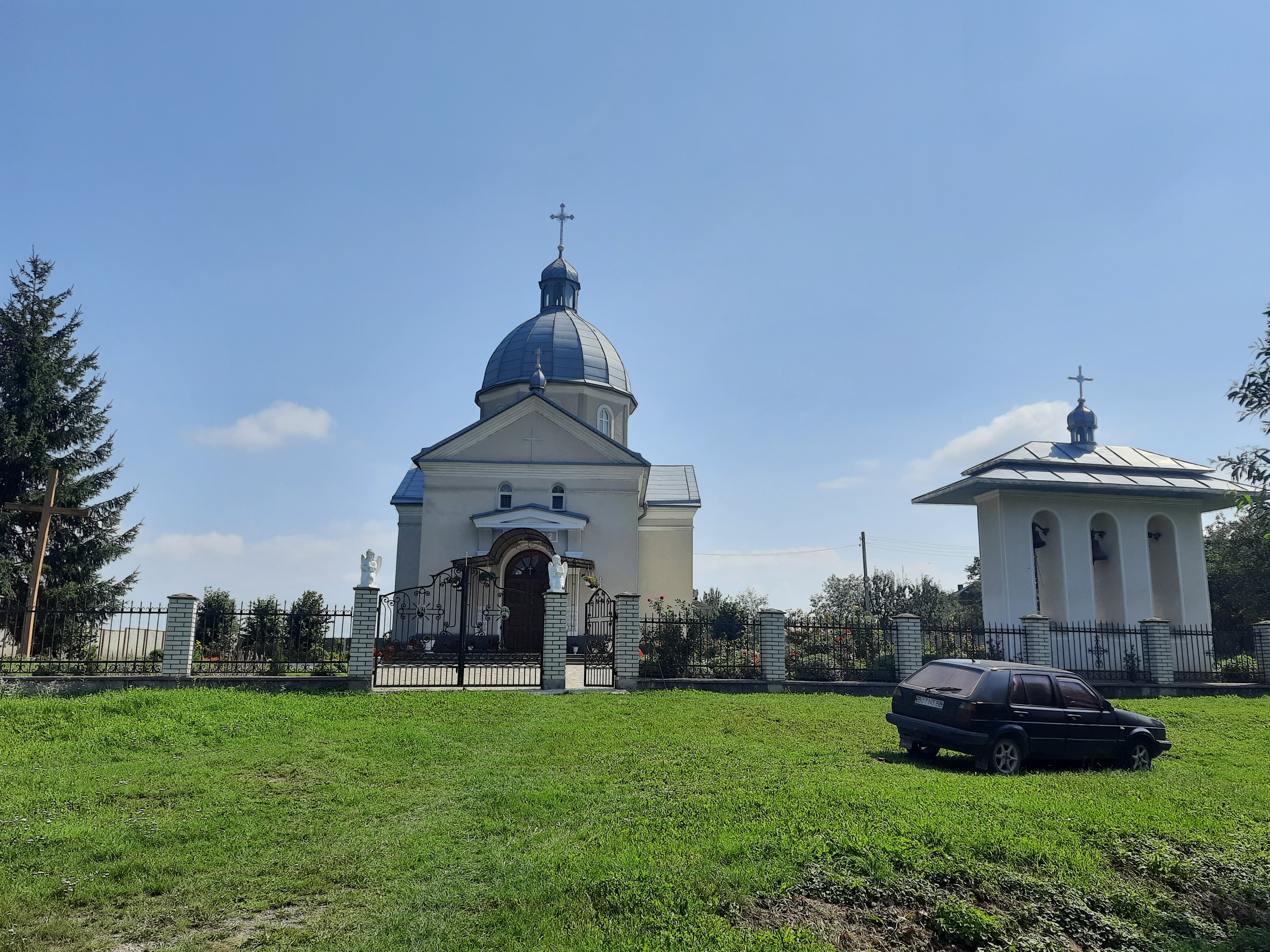
Церква Успіння Пресвятої Богородиці (1995)

Васи́льків — село в Україні, Тернопільська область, Чортківський район, Гусятинська селищна громада. Було підпорядковане колишній Кривеньківській сільській раді.

## Розташування
Розташоване на правому березі р. Кривчик (права притока Збруча, басейн Дністра), за 38 км від районного центру і 14 км від найближчої залізничної станції Гусятин.
Територія — 0,58 кв. км. Дворів — 109. 

## Історія
Засноване 1710 року.
За статистикою, у селі 1900 р. — 770 жителів; 1910—790; 1921—704; 1931—717 жителів; у 1921 р. — 160, 1931—165 дворів.
За Австро-Угорщини функціонувала однокласна школа з українською мовою навчання, за Польщі — утраквістична (двомовна).
Відомо, що у 1904 р. велика земельна власність належала Спиридонові Ваховичу. У Василькові діяли читальня «Просвіти», кооператива, філії «Сільського господаря» та інших товариств.
В УГА воював Василь Саківський, який згодом, у 1930-х рр., був війтом села.
12 червня 2020 року, відповідно до розпорядження Кабінету Міністрів України № 724-р «Про визначення адміністративних центрів та затвердження територій територіальних громад Тернопільської області» увійшло до складу Гусятинської селищної громади.
19 липня 2020 року, в результаті адміністративно-територіальної реформи та ліквідації Гусятинського району, село увійшло до складу новоутвореного Чортківського району.

## Релігія
- церква Успіння Пресвятої Богородиці  (УГКЦ; 1995).

У селі є дві каплиці Матері Божої (2011), ще одна капличка (відновлена 1997) і також костел.

## Пам'ятники
1991 р. насипана символічна могила Українським Січовим Стрільцям.
- встановлено пам'ятний хрест на честь скасування панщини;
- збереглася фігура.

## Населення
| 770 | 790 | 704 | 717 | 242 | 246 |

### Мова
Розподіл населення за рідною мовою за даними перепису 2001 року:
| Мова       | Кількість | Відсоток |
| ---------- | --------- | -------- |
| українська | 286       | 99.65%   |
| румунська  | 1         | 0.35%    |
| Усього     | 287       | 100%     |

## Соціальна сфера
Нині працюють бібліотека, клуб, ФАП.

## Відомі люди

### Народилися
- Іван Голубович (1874—1945) — педагог, етнограф, самодіяльний композитор, громадсько-освітній діяч[6].
- Мусял Іван — український військовик, учасник російсько-української війни[7].